# Carl Rogers

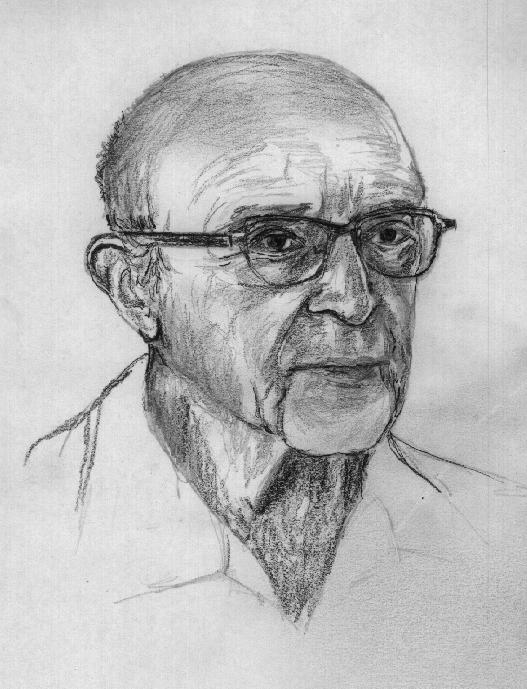
Een schetstekening van Rogers

Carl Ransom Rogers (Oak Park (Illinois), 8 januari 1902 – La Jolla (Californië), 4 februari 1987) was een Amerikaanse psycholoog en psychotherapeut. Samen met Abraham H. Maslow wordt hij als grondlegger van de humanistische psychologie beschouwd.

## Levensloop
Rogers was de vierde van zes kinderen van zeer religieuze ouders. Aanvankelijk wilde hij predikant worden. Uiteindelijk verkreeg hij in 1931 een doctoraat in psychologie aan de prestigieuze Columbia-universiteit in New York. Een twaalftal jaar werkte hij als clinicus in Rochester. De publicatie van zijn eerste boek was in 1939. Hij verkreeg een positie aan de Ohio State University in 1940, waar hij zijn therapiebehandeling toelichtte, en was president van de American Psychological Association van 1946 tot 1947. Zijn publicatie over de client-centered therapy dateert van 1951. Hij overleed in 1987 na een operatie voor een gebroken heup.
Rogers heeft zijn opvattingen over de "groei van de persoonlijkheid" of zijn rogeriaanse psychologie uiteengezet in tal van boeken en tijdschriftartikels. Aan de basis van zijn theorie over het menselijk gedrag liggen onder meer volgende stellingen:
- Het individu is een subject en niet een object dat ontleed, beoordeeld en gemanipuleerd mag worden.
- Het is belangrijker hoe de mens iets ervaart dan hoe het in werkelijkheid is. Of zoals Rogers het zei, "His experience is his reality". Voor Rogers is de subjectieve wereld van een individu hier en nu belangrijker dan de objectieve werkelijkheid.

Voor de psycholoog komt het erop aan de wereld door de ogen van de consultant te zien; de gevoelens van de andere ervaren, terwijl men toch de nodige emotionele afstand bewaart (non-directief). Dit vormt de basis van zijn rogeriaanse therapie, beter bekend als de cliëntgerichte psychotherapie.
Bij Rogers loopt het persoonlijke leven door het wetenschappelijke heen. In zijn boeken vertelt hij bijvoorbeeld persoonlijke verhalen over de relatie met zijn vrouw en zijn ervaringen met patiënten en studenten. Tijdens zijn leven en daarna werd hij bekritiseerd wat betreft zijn wetenschappelijke methode en de effectiviteit van zijn therapeutische benadering.

## Stellingen
Zijn theorieën (uit 1951) zijn gebaseerd op 19 stellingen:
1. Alle individuen (organismen) bevinden zich in een voortdurend veranderende wereld van ervaring (ervaringsveld) waarin zij centraal staan.
2. Het organisme reageert op dit veld zoals het dit ervaart en waarneemt. Dit waargenomen veld is de "realiteit" voor het individu.
3. Het organisme reageert als een georganiseerd geheel op dit ervaringsveld.
4. Een gedeelte van dit ervaringsveld wordt geleidelijk aan gedifferentieerd als het Ik.
5. Vanuit deze interactie met de omgeving, en voornamelijk vanuit een evaluerende interactie met anderen, wordt het Ik gestructureerd - een georganiseerd, vloeiend maar consistent conceptueel patroon van waarnemingen van kenmerken en verhoudingen van het Ik, samen met daaraan gehechte waarden.
6. Het organisme heeft een fundamenteel streven: zichzelf te realiseren, in stand te houden en te vervolmaken als ervarend/bewust organisme.
7. Het beste gezichtspunt om iemands gedrag te begrijpen is vanuit het inwendig referentiekader van het individu.
8. Gedrag is fundamenteel een doelgerichte poging om de eigen noden te bevredigen, zoals men die ervaart, binnen het veld zoals men dit waarneemt.
9. Emoties begeleiden, en vergemakkelijken in het algemeen, dit doelgericht gedrag, waarbij de soort emotie verband houdt met het waargenomen belang van het gedrag voor het in stand houden en vervolmaken van het organisme.
10. Waarden worden rechtstreeks waargenomen door het organisme, maar soms zijn ze overgenomen van anderen, hierbij enigszins vervormd, maar toch beleefd als waren zij rechtstreeks waargenomen.
11. Ervaringen tijdens het leven van het individu zijn ofwel a) gesymboliseerd, waargenomen en georganiseerd in een verband met het ik, b) genegeerd omdat er geen waargenomen verband is met de ik-structuur, c) zonder of met een verwrongen symbolisering omdat de ervaring inconsistent is met de ik-structuur.
12. Meestal zijn de gedragswijzen die het organisme aanneemt, deze die consistent zijn met het zelfbeeld.
13. Sommige gedragingen spruiten voort uit ervaringen en noden die niet gesymboliseerd werden. Zulk gedrag kan inconsistent zijn met de ik-structuur, en wordt dan niet als "eigen" erkend door het individu.
14. Psychologische aangepastheid treedt op als het zelfbeeld van die aard is, dat alle zintuiglijke en inwendige ervaringen van het organisme op symbolisch niveau verbonden worden, of kunnen worden, met een zinvol verband met het zelfbeeld.
15. Psychologische onaangepastheid treedt op als het organisme geen zinvolle zintuiglijke en inwendige ervaringen heeft, die dus niet gesymboliseerd of georganiseerd worden binnen de Gestalt van de ik-structuur. In dit geval bestaat er een fundamentele of potentiële psychologische spanning.
16. Elke ervaring die inconsistent is met de organisatie van de ik-structuur kan beleefd worden als een bedreiging, en hoe meer er dergelijke ervaringen optreden, hoe stroever de ik-structuur wordt om zichzelf te handhaven.
17. In sommige omstandigheden, als er helemaal geen bedreiging is voor de ik-structuur, kunnen inconsistente ervaringen waargenomen en onderzocht worden, en wordt de ik-structuur aangepast om dergelijke ervaringen te kunnen assimileren.
18. Als het individu al zijn zintuiglijke en inwendige waarnemingen kan integreren in één consistente ik-structuur, dan zal hij de anderen onvermijdelijk beter begrijpen, en hen als aparte individuen aanvaarden.
19. Naarmate een individu meer van zijn organische (betekenisvolle) ervaringen waarneemt en aanvaardt, zal zijn eigen waardensysteem, dat sterk berustte op de verinnerlijking van verwrongen symbolen, vervangen worden door een voortdurend veranderend waarderingsproces.

Daarenboven paste Rogers "onvoorwaardelijke waardering" toe, wat gedefinieerd kan worden als iemand aanvaarden "zonder enig negatief oordeel betreffende zijn fundamentele waarden".